# Saint-Amadou
Saint-Amadou är en kommun i departementet Ariège i regionen Occitanien i södra Frankrike. Kommunen ligger  i kantonen Pamiers-Est som ligger i arrondissementet Pamiers. År 2022 hade Saint-Amadou 272 invånare.

## Befolkningsutveckling
Antalet invånare i kommunen Saint-Amadou
Referens: INSEE